# KCRW
KCRW – społeczne radio wywodzące się z Santa Monica w Kalifornii. Swój program nadaje z uczelni „Santa Monica College”.
Jako stacja społeczna i niekomercyjna, wspierana jest i utrzymywana przez słuchaczy. KCRW posiada około 50 tys. ofiarodawców. To pozwala rozgłośni i innym współpracującym stacjom w USA tworzyć „National Public Radio” (NPR) w ponad połowie swojego budżetu operacyjnego.

## Program
KCRW to eklektyczna mieszanka światowych brzmień, popu, jazzu, rapu, hip-hopu, reggae, afrykańskiej muzyki, nowej fali, poważnej i „świeżej” muzyki z licznymi wywiadami artystów na żywo. Jedną z audycji stacji jest program pod tytułem „Morning Becomes Eclectic”, zrodzony z weekendowego show „Sounds Eclectic”.
Codziennie stacja ta dociera do 450 tys. słuchaczy. Każdy radiowy tydzień to:
- wiadomości o charakterze lokalnym i ogólnoświatowym
- muzyka
- sprawy publiczno-państwowe
- programy kulturalne

## Zasięg
Stacja nadaje swoje audycje na terenie Los Angeles oraz Orange Countries ze wspomnianej wcześniej Santa Monica College na częstotliwości 89.9 FM. Przygotowuje również swoje serwisy dla wielu innych stacji na terenach
- Palm Springs dla KCRI/Indio-Palm Springs 89.3 FM
- Ventura i Santa Barbara dla KCRU/OXnard Ventura 89.1 FM
- Mojave, California City oraz Antelope Valley dla KCRY/Mojave-Antelope Valley 88.1 FM

Sygnał przekazywany jest również do
- Palmdale/Lancaster na 88.3 FM
- Ridgecrest na 107.1 FM
- Gorman na 89.7 FM
- Santa Paula/Moorpark na 102.3 FM
- Ojai na 102.1 FM
- Banning na 90.9 FM
- Twenty-nine Palms, Yucca Valley na 90.7 FM
- Lemon Grove i Spring Valley na 89.9 FM
- stream online